# 17466 Vargasllosa
17466 Vargasllosa este un asteroid din centura principală de asteroizi.

## Descriere
17466 Vargasllosa este un asteroid din centura principală de asteroizi. A fost descoperit pe 15 noiembrie 1990 la Observatorul La Silla de Eric Walter Elst. Asteroidul prezintă o orbită caracterizată de o semiaxă mare de 2,28 ua, o excentricitate de 0,10 și o înclinație de 7,5° în raport cu ecliptica.